# Enrique Borrás
Enrique Borrás Oriol (Badalona, 9 de septiembre de 1863-Barcelona, 4 de noviembre de 1957) fue un actor español.

## Biografía

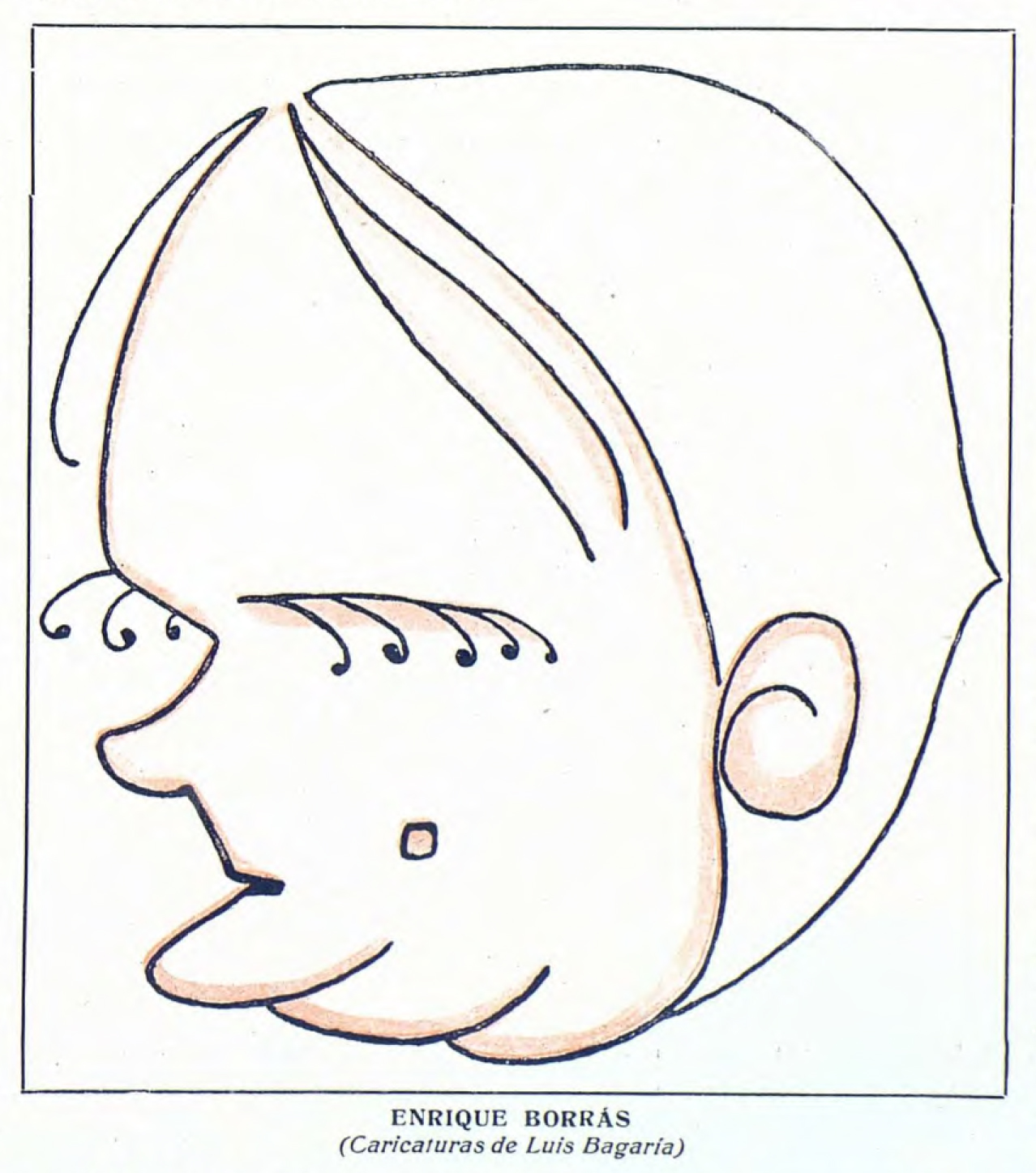
Caricaturizado por Bagaría (1916)

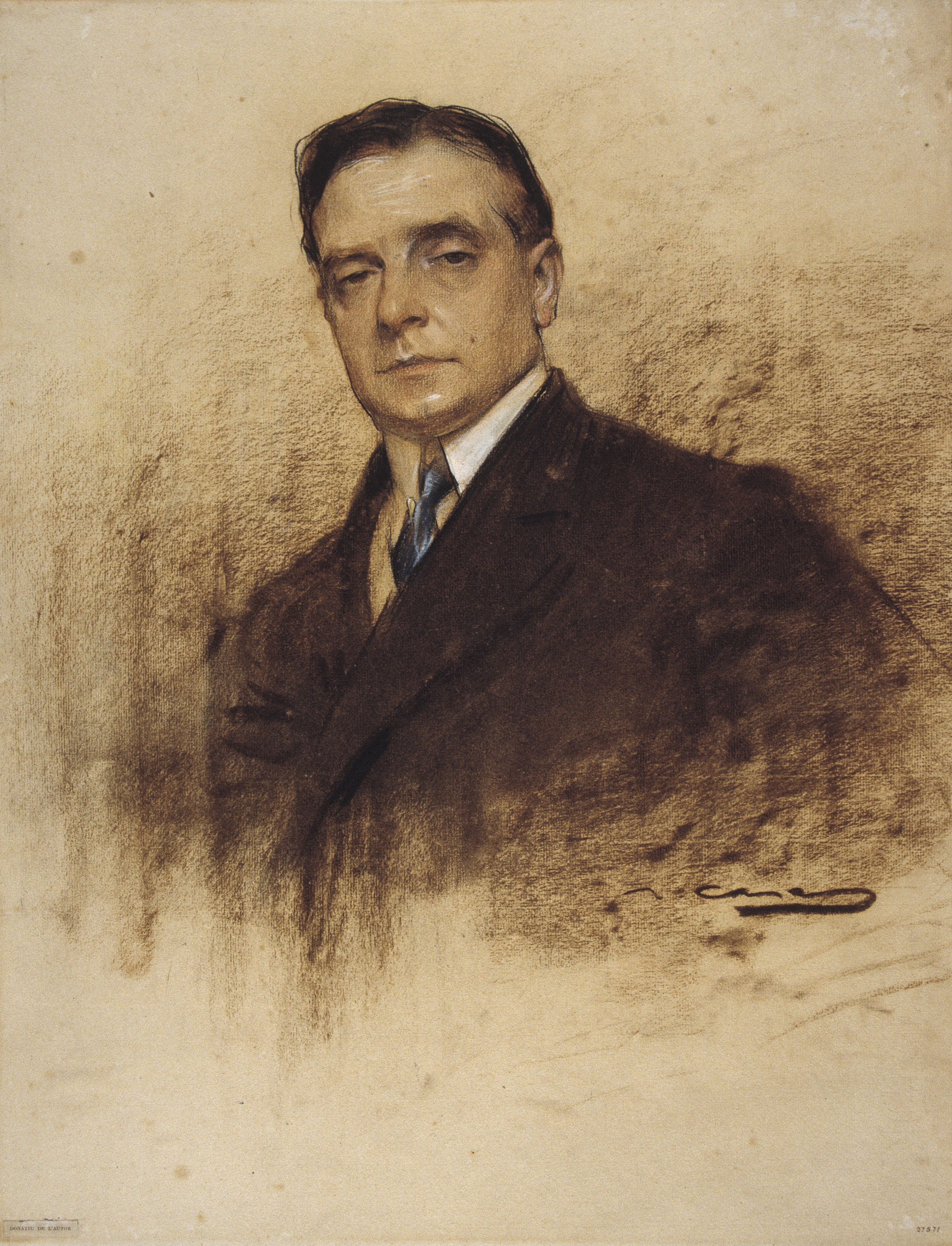
Borrás visto por Ramón Casas (MNAC)

Nació el 9 de septiembre de 1863 en Badalona, hijo de una familia de comerciantes, comenzó a hacer teatro como aficionado, y desde 1886 de forma profesional, de la mano de Antonio Vico, para entrar luego en la compañía del Romea de Barcelona, con la que interpreta obras de Santiago Rusiñol, Ángel Guimerá o Ignacio Iglesias.
En 1904 se traslada a Madrid y comienza a actuar también por toda España. Coincidió con María Guerrero en el Teatro Real de Madrid, y con Rosario Pino en giras por Argentina y Uruguay. A partir de 1909 se vinculó al Teatro Español de Madrid. 
Destacó por sus interpretaciones de los clásicos como El alcalde de Zalamea (1909), de Calderón de la Barca u obras como Terra baixa, de Guimerá; Don Álvaro o la fuerza del sino, del duque de Rivas; Don Juan Tenorio, de José Zorrilla; Amor y ciencia (1905) y El abuelo (1920), ambas de Benito Pérez Galdós; El redentor (1910), de Santiago Rusiñol, El reino de Dios (1916), de Gregorio Martínez Sierra, La sirena varada (1934), de Alejandro Casona, La campana (1919), El bandido de la Sierra (1923), ambas de Luis Fernández Ardavín, El otro (1932), de Miguel de Unamuno, El místic, de Rusiñol, Medea (1934), de Séneca, en el Teatro Romano de Mérida, con Margarita Xirgú, Otelo (1936) de Shakespeare o La santa virreina, de José María Pemán. En 1934 fue nombrado hijo adoptivo de Mérida.

##### Homenaje en Córdoba
Fue tal su fama que el 6 de junio de 1921 fue agasajado con una comida en Córdoba por periodistas y medios de comunicación, así como por la burguesía local y algunos intelectuales. El evento se celebró en el Círculo de la Amistad y uno de los asistentes fue el periodista Manuel Chaves Nogales, que durante una etapa trabajó para el diario La Voz de Córdoba. 
Falleció en Barcelona el 4 de noviembre de 1957. Dio nombre al Teatro Borrás de Barcelona.